# 邪魔者は殺せ
『邪魔者は殺せ』（じゃまものはけせ、原題：Odd Man Out）は、1947年のイギリスのサスペンス映画。監督はキャロル・リード。日本では1951年に公開された。1948年の英国アカデミー賞で最優秀イギリス映画賞を受賞している。また、1948年のアカデミー編集賞にノミネートされている。原作はF・L・グリーンの同名の小説である。ロバート・モスはこの作品を「ほとんど議論の余地の無いほどのリードの傑作」と評価している。

## 概要
本作は、この映画の舞台であるベルファストに1カ月以上も滞在してロケーション撮影したアイルランド革命家の話であり、ドキュメンタリー調の作品の中にスリラー活劇的な場面を盛り込み、リード作品の傑作の一つと言える名作となっている。リードは本作で撮影の的確で大胆な構図、さらに、テンポの速い編集の巧みさと言った映画技術の粋を、キャロル・リードは完全に自分のものにしており、そのためには長い間あらゆる実験を重ね、映画青年とも言える映画に対する情熱と野心を傾けてきた。本作でリードの名声は、一挙に世界中に広まった。
植草甚一によれば、原作の小説と映画を比べてみると、キャロル・リードという監督が実に細かい点まで神経を働かせていることが分かる。リードは頭が下がるほどの映画的想像力を持っている。小説の中のほとんどあらゆる箇所が作家によって文章で書かれた感じそのままにスクリーンでは映画的イメージに置き換えられているのである。F・L・グリーンの文章からはグレアム・グリーンのように映画的イメージを喚起されない。ところが、全く驚くことに、キャロル・リードは何でもないような一節一節をそのままイメージの中で生かしてしまっているのである。－中略－キャロル・リードの演出における最も注目すべき点は映画作家としてのこの想像力であり、彼独自の技巧といい、雰囲気の出し方といい、カッティングやカメラの位置などの妙味といい、すべてはここから出発している。

## 登場人物
| 人物名                   | 原語                   | 配役                             | 役柄                             |
| ------------------------ | ---------------------- | -------------------------------- | -------------------------------- |
| ジョニー・マックィーン   | Johnny McQueen         | ジェームズ・メイソン             | 組織の地区リーダー               |
| キャスリーン・サリヴァン | Kathleen Sullivan      | キャスリーン・ライアン           | ジョニーを家にかくまっている女性 |
| ルーキー                 | Lukey                  | ロバート・ニュートン             | 売れない画家                     |
| デニス                   | Dennis                 | ロバート・ビーティ               | ジョニーの腹心の部下             |
| パット                   | Pat                    | シリル・キューザック             | 強奪計画の運転手                 |
| ノーラン                 | Nolan                  | ダン・オハーリー                 | 強奪計画のメンバー               |
| マーフィー               | Murphy                 | ロイ・アーヴィング               | 強奪計画のメンバー               |
| 警部                     | Inspector              | デニス・オディア                 | 警察官                           |
| トム神父                 | Father Tom             | W・G・フェイ                     | ジョニーの師                     |
| トーバー                 | Tober                  | エルウィン・ブルック＝ジョーンズ | 医師くずれの男                   |
| テレサ・オブライエン     | Theresa O’Brien        | モーリーン・デラニー             | 貸金業の女                       |
| モーリーン               | Maureen                | アン・クレリー                   | ジョニーらの仲間の女性           |
| ロージー                 | Rosie                  | フェイ・コンプトン               | 看護師の女性                     |
| モーディー               | Maudie                 | ベリル・メザー                   | 看護師の女性                     |
| フェンシー               | Fencie the barman      | ウィリアム・ハートネル           | 酒場の店主                       |
| トム                     | Tom                    | アーサー・ハンブリング           | ロージーの夫                     |
| シェル                   | Shell                  | F・J・マコーミック               | 鳥を飼う初老の男                 |
| グラニー                 | Grannie                | キティ・カーワン                 | キャスリーンの祖母               |
| ジン・ジミー             | Gin' Jimmy, the cabbie | ジョセフ・トメルティ             | 辻馬車の御者                     |

### 日本語吹替
| 役名         | 俳優                   | 日本語吹替 | 日本語吹替 | 日本語吹替   |
| 役名         | 俳優                   | NHK総合版  | 東京12ch版 | フジテレビ版 |
| ------------ | ---------------------- | ---------- | ---------- | ------------ |
| ジョニー     | ジェームズ・メイソン   | 春日章良   | 納谷悟朗   | 浦野光       |
| キャスリーン | キャスリーン・ライアン | 来宮良子   | 鈴木弘子   |              |
| ルーキー     | ロバート・ニュートン   | 南原宏治   | 羽佐間道夫 |              |

- NHK総合版：初回放送1966年2月13日『劇映画』[7]
- 東京12ch版：初回放送1968年8月24日
- フジテレビ版：初回放送1974年7月5日『ゴールデン洋画劇場』

## ストーリー
この映画は16時から24時の8時間に展開されるドラマである。
映画が始まると同時にクレジットと共にウィリアム・オルウィンによって作曲された悲壮感に満ちた前奏の音楽がミューア・マシソンの指揮するロンドン交響楽団によって勇壮に演奏される。カメラはリネン工業で知られた港町ベルファストの街を空中から俯瞰し、この映画の主題は政府と非合法組織による闘争ではなく、図らずも争いに巻き込まれた人々の反応であるとテロップが流れる。
前奏が終わると、カメラは地上におり、副官のデニスがキャスリーンの家に入る。そこでは、非合法組織のリーダーであるジョニーたちがある工場へ強盗に入る計画の最終ミーティングを行っている。ジョニーは緊張した空気の中で、ノーラン、マーフィー、パットに道順を説明し、今夜の天気、ガソリンの量などを確認する。服装や事務所での会話も確認するとパットがピストルを隠し持っていこうとするので、軽々しくは銃を出さないよう警告する。それを聞いたデニスが「武器密輸の罪で17年の刑を科せられた貴君が暴力に異を唱えるとは」と言う。ジョニーは「武装闘争よりは議会で話し合うべきではないか」と服役中に考えたのだと言う。デニスは差し出がましいことを言うようだがといった態度で「ジョニーは脱獄して半年ここに隠れており、その前は牢獄で、1年以上街を歩いていないだろう。仲間も貴君の様子が変なのに気づいている。今回は自分に指揮を執らせてもらえないか。」と問うと、ジョニーを心配するキャスリーンも「デニスにやらせて」と頼む。しかし、責任感の強いジョニーは自分が組織のこの街のリーダーだからと言い、譲らない。デニスはそれ以上は逆らえず、了解して、自分の準備に入る。
キャスリーンはジョニーと2人になると計画実行の後はどうするのかと聞く。ジョニーはほとぼりが冷めたら山に行くと言う。キャスリーンは自分も一緒に行くと言うが、ジョニーはグラニー婆さんと一緒に来てくれ、あなた方には本当に世話になったと言う。キャスリーンはジョニーに「いつ自由になれるの」と聞くと、ジョニーは「多分、いつかはね」と答える。
ジョニーはノーラン、マーフィー、パットと共に計画を実行する。ジョニー目線のカメラが彼が眩暈で視界が不安定になっていることを示す。運転手のパットを残し、他の３人は工場の経理部らしき事務所に首尾よく侵入し、職員を脅して現金を強奪する。異変を知らせようとする社員が鳴らした非常ベルがけたたましく鳴り響くと、彼らは走り出すが、ジョニーが職員に追いつかれ、揉み合いになり彼は肩を撃たれてしまう。
ジョニーは職員を撃ち殺すと言う彼が最も懸念していた事態に陥ってしまう。ジョニーは何とか車に入り込もうとするが、非常ベルの音に慌ててパニック状態のパットはジョニーが車になんとか掴まった状態で車を発車してしまう。パットはノーランとマーフィーにジョニーを引き込めと言うが、スピードが速すぎ、重傷を負ったジョニーを引き込めない。そして、ジョニーは振り落とされてしまう。ノーランとマーフィーはバックしろと何度も大声で言うが、パニック状態のパットはお前らがジョニーを連れて来いと言う。彼らが言い争っている内に、ジョニーは立ち上がって、脇道へ走り去ってしまう。3人は車で先回りしようとするが、ジョニーは見つからない。結局、3人はそのままキャスリーンの家に戻る。迎えたデニス、キャスリーン、モーリーンはリーダーを置き去りにしてくると言う大失態に愕然とする。パットはノーランとマーフィーに責任を転嫁しようとするが、2人は激しく反論する。やむなく、デニスはジョニー救出のための善後策を考える。
一方、ジョニーは必至で走り続け、防空壕に身を隠すが、街は非常線が張られ、緊迫した状態となる。意識が朦朧としているジョニーは幻覚を見て、遊んでいたボールを拾いに来た女の子を牢屋の看守だと思い込み、強盗に入る夢を見たよ、自分はそこで死ぬことになるんだと説明する。すると、撃たれた肩が痛み出し、幻覚が冷め、看守が女の子に戻り、ジョニーは正気を取り戻し、愕然とする。
デニスはパット、ノーラン、マーフィーを状況報告のため本部に向かわせて、自分は手に包帯を巻いて陽動作戦をとり、警察をジョニーから引き離し、ジョニーを救出することにする。キャスリーンは自分も行くと言うが、個人的感情は組織の邪魔になると言い、拒否して単独で救出に向かう。
パット、ノーラン、マーフィーは市中で警察に気づかれ、追い回され、パットの知り合いである貸金業のテレサの家に着く。マーフィーはテレサを信用できない女だと言って立ち去るが、パットとノーランは部屋でくつろぎ、酒を貰って、飲みながら、軽率にもキャスリーンの家が隠れ家であること、ジョニーが逃走中でデニスが救出に向かっていることなどをすべて話してしまう。テレサはシューベルトの『未完成交響曲』のレコードをかけると、部屋を立ち去り、警察に電話をし、密告する。警察が到着するとテレサは2人を家から送り出し、パットとノーランは射殺されてしまう。
ジョニーが防空壕にいると、若いカップルがやって来て、見つかってしまう。カップルは関わり合いになりたくないと言い、立ち去る。デニスはジョニーを見た女の子を見つけ出し、ジョニーが防空壕にいることを突き止め、ジョニーを見つける。ジョニーが心配そうに「あの男を殺してしまったか」と訊くが、デニスは答えない。デニスは「銃声が3発聞こえたら、歩き出せ」と言い残し、先に防空壕を出る。デニスのおかげで、ジョニーはなんとか防空壕から脱出する。デニスの陽動作戦は成功したかに見えたが、デニスは包帯を棄てているところを運悪く警察に見つかり、トラムで逃亡しようとするところで逮捕されてしまう。
絶望的な状態で逃亡するジョニーは通りで、車に轢かれたかのように倒れ、2人の女性看護師（ロージーとモーディー）に助けられる。応急処置を施そうとした2人は交通事故ではなく、銃で撃たれた逃亡中の殺人犯であることに気づく。ロージーの夫トムが帰宅し、3人は口論になる。怪我人を守ろうとするロージーと警察に引き渡そうとするトムが激しく対立するのを聞いたジョニーは迷惑を掛けまいと雨の街に去って行く。
ジョニーは止まっている辻馬車に乗り込む。御者が馬車を走らせると警察に尋問され、客は誰だと聞かれると「ジョニーだ」と自慢気に言うので、警官は薄笑いを浮かべて見逃す。しかし、乗車しようとする客から、先客がいると指摘されて、ジョニーが横たわっているのに気づき、やむなくガラクタ置き場のようなところにジョニーを降ろすが、通報などはせずに立ち去る。すると、鳥を飼う初老の男シェルがこの光景を見ており、神父の所へ相談に行く。
キャスリーン宅はテレサの密告により、警察の家宅捜索を受ける。直接の証拠は見つからなかったが、ジョニーのジャケットが見つかる。しかし、これはキャスリーンの父のものと嘘をつくが、警部補はキャスリーンの父は2年間は不在のはずだと疑う。警部補はキャスリーンに一味を匿えば、責任を問われるから、彼らの手助けをやめるよう忠告して立ち去る。キャスリーンは警部補からデニスの救助作戦は上手く行かなかったと聞いて、遂に自分もジョニー救出に向かうため、神父のトムのところ相談に行くことにする。
途中、港で船会社の主と話をし、今夜出航する外洋船の時間を訊ね、何とか今夜乗りたいからなるべく出向を遅らせて欲しいと頼む。そして、キャスリーンは警官に尾行されながらも、神父のもとへ向かう。そこで、同様に相談に来ていたシェルとキャスリーンは鉢合わせになる。シェルは賞金が欲しいだけの無教養な老人だった。シェルはジョニーを渡してもいいが、賞金くらいの金が欲しいと言うが、神父にそんな大金があるはずもなく、お前には信仰をやろうと言う。それは大変高価なものだと言うと、シェルは安易にもそれを信じてジョニーを連れに行く。
神父はキャスリーンにジョニーをどうしたいのだと聞くと彼を取り返したいと言う。神父は彼をもとに戻せば、また、仲間と悪事を働くだろう、彼は罪を償わなければならないと言う。神父は人は苦しくなると自殺するなどと言うが、現世は所詮、来世のための試練でしかない、信仰をしっかり持って生きなさいと諭す。しかし、キャスリーンは自分のジョニーを思う愛情は今は信仰よりも強く、彼を一人で死なせられないと告白するのだった。一方、ジョニーは雪の舞う街を彷徨い、フェンシーのパブに入り込んで、テーブルの上に倒れ込んでしまう。
シェルがジョニーを探しに行くと、もう前の場所にはおらず、シェルは一旦自分のアパートに戻る。その建物には、売れない画家のルーキーも同居しており、シェルは彼の絵のモデルをさせられている。ルーキーはシェルにモデルをさせようとするが、シェルはジョニーを見つけて金を稼ぎたいので、モデルをするのを嫌がる。シェルは事情を説明すると、ならジョニーを連れてこいとシェルを外出させる。そこへ、同じく同居している医者崩れのトーバーが戻って来る。彼は絵画の制作に進展が見られないルーキーに小銭を渡し、酒でも飲んで来いと言う。シェルはジョニーが見つからないので、フェンシーのパブに行き、フェンシーとジョニーの話をする。すると、ルーキーもやって来て、シェルが油を売っているのを見ると癇癪を起して、シェルと喧嘩をし、店を壊してしまう。ルーキーはフェンシーに25ポンドの損害賠償を請求されるが、一文無しのルーキーには不可能である。フェンシーは倒れているジョニーを連れ出せば、25ポンドは払わなくて良いと提案すると、快諾し、店が用意した馬車でジョニーを連れ帰る。
馬車がアパートに着くと、ルーキーは瀕死のジョニーをモデルにし、自分の絵画を完成させようとする。ジョニーを診たトーバーは手当をしなければ、危ないとジョニーに応急処置を施す。トーバーは手当を終えると生命が危険なので、病院へ連れて行こうとする。一方、ルーキーはジョニーをモデルに絵を描き続けたがって、口論となる。すると、ジョニーは再び幻影を見て、少年時代に神父のトムに教わったことを思い出し、「どんなに立派なことを話しても、慈悲の気持ちが無ければ、ただの虚しい言葉になってしまう。予言の才能や理解力や十分な知識があっても、山を動かすような信仰があっても慈悲の心が無ければ無意味なのだ」と語る。皆は驚くが、結局、シェルがジョニーを神父のところに連れて行くことにする。
街中には、警官が出回っていて、厳しく警戒されている。音楽は悲壮感を深めながら、ドラマの進行を的確に緊張感を表現する。シェルが神父のところに行くとキャスリーンが一緒にジョニーを迎えに行くことになる。キャスリーンは漸く物陰で雪の上に倒れているジョニーを見つける。この時に至って、ジョニーはキャスリーンの愛情をすべて受け入れる。キャスリーンは港で待っている外洋船へジョニーを連れて行こうとする。しかし、警察の包囲網が狭まり、とうとう囲まれてしまう。ジョニーが「まだ遠いのか」と訊くと彼女は「遠いところへ行くのよ。でも一緒よ」と答え、最期を悟ったキャスリーンは警官の発砲を誘発するため、銃を警官のほうに向けて撃ち、2人は射殺される。出発を告げる船の汽笛と時計台の鐘が空しく響き渡る。

## 音楽
音楽はウィリアム・オルウィンの作曲による。以下のCDに、クリストファー・パーマーが後年に編曲した組曲版が収録されている。
- The Film Music of William Alwyn, Vol. 1（1993年録音、指揮：リチャード・ヒコックス、演奏：ロンドン交響楽団） シャンドス 9243、EAN : 0095115924327